# Praising You
Praising You ist ein Lied der britischen Sängerin Rita Ora aus dem Jahre 2023. Es ist eine Adaption von Fatboy Slims Praise You, der zugleich als Gastsänger aufgeführt wird.

## Entstehung und Veröffentlichung
Praising You ist eine Adaption von Praise You, das im Original von Fatboy Silm aus dem Jahr 1998 stammt und von ihm selbst (Norman Cook) und Camille Yarbrough geschrieben wurde. Beide Originalautoren sind auch Urheber der neuen abgewandelten Version, das Umschreiben erfolgte durch die weiteren Autoren Șerban Cazan, Georgia Ku, Rita Ora, Karen Poole und Jon Shave. Cazan und Shave zeichneten zudem auch für die Produktion der neuen Version verantwortlich. Ora entschied sich für eine Coverversion hierzu, weil es sie an ihre Kindheit erinnere.
Die Erstveröffentlichung von Praising You erfolgte als Single am 19. April 2023 bei BMG Rights Management. Diese erschien als digitaler Einzeltrack zum Download und Streaming sowie als digitale 2-Track-Single, mit der B-Seite You Only Love Me, der vorangegangenen Single Oras. Am 14. Juli 2023 erschien das Lied als Teil von Oras dritten Studioalbum You & I (Katalognummer: 538889042), dessen zweite Singleauskopplung es ist.
Um das Lied zu bewerben, erfolgte unter anderem ein Liveauftritt während des Eurovision Song Contest 2023.

## Musikvideo
Zu Praising You entstand ein Musikvideo unter der Regie von Taika Waititi.

## Chartplatzierungen
Das Lied verfehlte die Singlecharts in diversen Ländern und platzierte sich meist in Genre- oder sekundären Charts. So erreichte es unter anderem die Chartspitze der US-amerikanischen Billboard Dance/Mix Show Airplaycharts.